# San Juan (pedania de Requena)
San Juan és una pedania de Requena (Plana d'Utiel) al País Valencià, en l'any 2010 tenia 156 habitants.

## Història
La pedania de San Juan és una de les més antigues del terme municipal de Requena. Les primeres referències sobre aquest nucli es troben en documents de l'edat mitjana, i sempre estan relacionades amb el Camí Ral que connectava La Manxa amb València, i que al seu pas per la comarca creuava el Riu Magre. En el segle xviii, les edificacions que envoltaven la primitiva casa de labor que va donar origen al nucli encara es trobaven massa disseminades com per a formar una població pròpiament. Tanmateix, comptava amb una ermita, edificada en 1667 pel terratinent Juan Ramírez. Les dades de l'època confirmen que en 1798, un descendent de Ramírez reedificà la petita ermita, sent aquesta dada indicativa del creixement poblacional que va experimentar San Juan entre els segles xvii i xviii.
En 1887 la pedania té 319 habitants, que es convertiran en 513 en 1950. A partir d'aquest moment, la dada de població descendeix bruscament. En l'últim cens, del 31 de desembre de 2007, es conten un total de 654 veïns. La causa d'aquesta reducció en el nombre d'habitants es troba en l'emigració a nuclis de població més grans. Alguns dels habitants de San Juan se'n van anar a València o a Barcelona. La majoria, no obstant això, simplement es van traslladar a Utiel o a Requena. Molts d'aquests antics veïns mantenen el seu habitatge a San Juan com segona residència, pel que l'estat de conservació de les cases és bo, i la població creix durant els mesos d'estiu.

## Llocs d'interès
- Gual del Riu Magre: És un gual que va per més enllà de les 540 cases a San Juan i que va guanyar dos premis en l'any 2007 i al maig de 2010.
- Botiga de Pepito y Carlitos: Antiga botiga d'ultramarins, que ara és una casa en La Calle Nueva.
- Cine de los Carmelitos: El cinema de San Juan, que va ser construït en 1910, i es van gravar les primeres pel·lícules sonores a Espanya entre 1934 i 1949. També van emetre pel·lícules de dibuixos animats de la Warner o Disney.
- Fuente de la Jedrea: El camí agrícola i el de Santiago, que passa per Fuente de la Jedrea. Anteriorment era un mas de més o menys 5 cases, i una granja. Aquesta construït sobre la carretera El Pontón-Utiel. Ara és inaccessible, pels cotxes que passen.

## Cooperativa
Els cellers “Domini de l'Arenal” estan situats a San Juan. El seu nom prové de l'aspecte que li va donar als seus vinyers temps enrere la sorra portada en carros des de València per a combatre una plaga de fil·loxera. Avui dia, Domini de l'Arenal exporta els seus vins a països com Estats Units, Canadà, Anglaterra o Dinamarca.